# Julie Parrish
Julie Parrish (* 21. Oktober 1940 in Middlesboro, Kentucky; † 1. Oktober 2003 in Tarzana, Los Angeles, Kalifornien) war eine US-amerikanische Schauspielerin, die in diversen Spielfilmen, Fernsehfilmen und Fernsehserien mitgewirkt hat. Außerdem agierte sie als Bühnenschauspielerin, Autorin und Sängerin.

## Leben

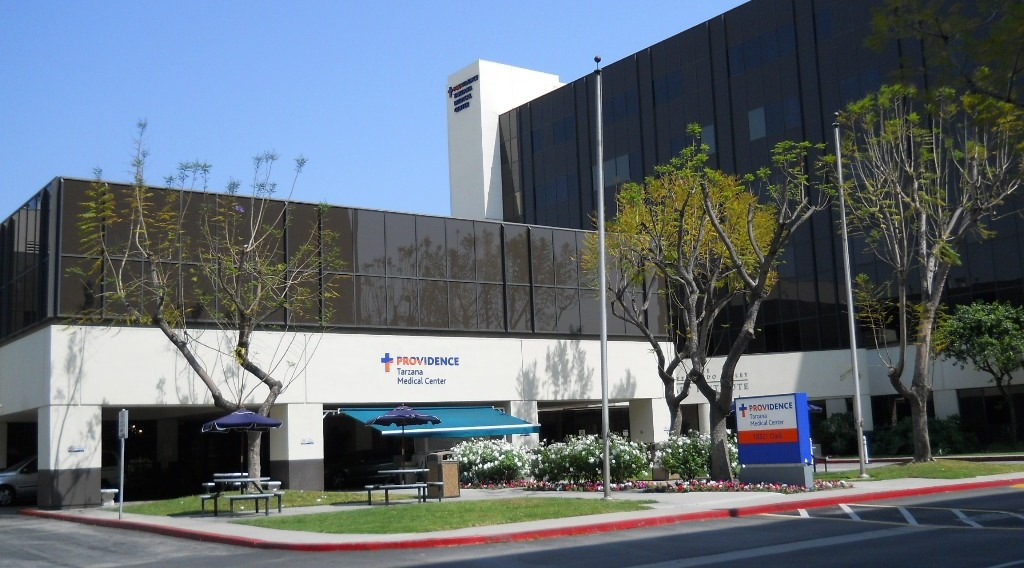
Das Krankenhaus von Tarzana, in dem Julie Parrish verstarb.

Nach dem Gewinn des landesweiten Model-Wettbewerbs „Young Model of The Year“ erhielt sie ihre erste Filmrolle in dem 1962 uraufgeführten Jerry-Lewis-Film Geld spielt keine Rolle (Originaltitel: It's Only Money), in dem sie noch unter ihrem bürgerlichen Namen Ruby Joyce Wilbar antrat. Noch vor ihrer zweiten Filmrolle in Der verrückte Professor (The Nutty Professor), ebenfalls an der Seite von Jerry Lewis, änderte sie ihren Namen in Julie Parrish.
Neben einigen Spielfilmen, wie zum Beispiel Südsee-Paradies an der Seite von Elvis Presley, wirkte sie in einer Reihe von Fernsehserien mit. In der 1967/68 erstmals ausgestrahlten Serie Good Morning, World war sie in allen 26 Episoden dabei. Darüber hinaus spielte sie zwischen 1996 und 1998 in acht Episoden der Serie Beverly Hills, 90210 die Rolle der Joan Diamond. Weitere Auftritte hatte sie in Serien wie Rauchende Colts (1964), FBI (1965/66), Bonanza (1966), Raumschiff Enterprise (1966), Pistolen und Petticoats (1966), Detektiv Rockford – Anruf genügt (1979), Der Denver-Clan (1981), Mord ist ihr Hobby (1988) und anderen.
Neben der Schauspielerei schrieb sie Essays und Artikel und nahm eine Country-CD mit dem Titel When We Dance auf.
1993 wurde bei Julie Parrish Eierstockkrebs diagnostiziert, der durch eine Operation und Chemotherapie zunächst erfolgreich behandelt werden konnte. Doch 1999 erkrankte sie erneut an Krebs und starb 2003 drei Wochen vor ihrem 63. Geburtstag im Providence Tarzana Medical Center in Tarzana, Los Angeles.

## Spielfilme (Auswahl)
- 1963: Der verrückte Professor (The Nutty Professor)
- 1965: Das total verrückte Skihotel (Winter A-Go-Go)
- 1965: Boeing-Boeing (Boeing (707) Boeing (707))
- 1966: Südsee-Paradies (Paradise, Hawaiian Style)
- 1966: Morgen holt euch der Teufel (Fireball 500)
- 1972: Dobermann Gang (The Dobermann Gang)